# シティライナー (北陸鉄道)
シティライナーは北陸鉄道及び北鉄金沢バス（北鉄バス）が運行する、金沢都心軸（野町駅 - 香林坊 - 金沢駅 - 石川県庁）を走行するバスの総称である。

## 概要
金沢市では、片町・香林坊から武蔵ヶ辻、金沢駅、金沢港に至る都心軸への新しい交通システムの導入を目指していたが、国道157号の車線減少など数々の課題があることから、2002年に「当面はバスシステムの利用改善を図りながら、段階的にハード・ソフト両面の環境整備を着実に進めることが必要である」とされた。
このような状況の中で、2003年に石川県庁が金沢市広坂から鞍月へ移転したのに合わせて、市内各所からの利便性を向上させるために1月6日に運行を開始した。既存の中央病院線と畝田住宅線、戸水線の経路および起終点を変更し、香林坊・金沢駅を経由し新県庁へ運行する、以下の系統が設定された。
新県庁方面行き
- 01：野町駅・市内近郊各地→香林坊・金沢駅→県庁前
- 02：野町駅→香林坊・金沢駅→県庁前→中央病院
- 03：野町駅→香林坊・金沢駅→県庁前→畝田住宅
- 04：県庁前経由 工業試験場・生活科学センター行き
- 05：県庁前経由 戸水行き

千代野、光が丘、平和町など近郊各地からの香林坊・金沢駅経由県庁前行きも「01」を表示した。
中心部および近郊方面行き
- 01：県庁前→金沢駅・香林坊・野町駅
- 02：中央病院→県庁前→金沢駅・香林坊→野町駅
- 03：畝田住宅→県庁前→金沢駅・香林坊→野町駅
- 04：工業試験場→県庁前→金沢駅・香林坊
- 05：戸水→県庁前→金沢駅・香林坊

県庁前・工業試験場・戸水始発で近郊各地方面行きは「19 大桑本町」などその行先に準じた行先表示を行った。
これらのうち、02番は75番（中央病院 - 上諸江 - 金沢駅西口 - 香林坊 - 兼六園下）の、03番は65番（畝田住宅 - 藤江 - 中橋 - 香林坊 - 兼六園下）の、05番は72番（戸水 - 鞍月 - 南新保 - 双葉住宅 - 西念町 - 勤労者プラザ - 金沢駅西口 - 香林坊 - 大桑住宅）の一部を振り替えて設定された。
開業当初は両方向ともに金沢駅東口･金沢駅東通り・金沢駅西口を経由していた。
2003年3月10日には朝の近郊各地からの県庁前方向について、金沢駅東口を通らず六枚町経由で金沢駅西口のみ停車するようにして、県庁前行きは06番、中央病院行きは07番に変更した。
2004年4月25日には笠舞駅西線について、シティライナー便化以前のように六枚町経由に戻された。
2006年春より、県庁前方向の全便について金沢駅東口を通らず六枚町経由で金沢駅西口のみ停車するように変更された。
2010年4月のダイヤ改正では香林坊方向も金沢駅東口停車を廃止し、上下ともに同一ルートに統一された。
運行当初は「CITY LINER」と表記された専用塗色の日野・レインボー長尺ノンステップバスが用意されていたが、2011年現在では抹消され、他路線と共用の車両で運行されている。

## 運行系統
2022年7月16日現在。
新県庁方面行き
- 01：野町駅→香林坊→金沢駅西口→県庁前（中央病院線）
- 02：野町駅→香林坊→金沢駅西口→県庁前→中央病院（中央病院線）
- 03：野町駅→香林坊→金沢駅西口→県庁前→畝田住宅→大野港（畝田住宅線）
- 04：大桑本町・金沢駅西口→県庁前→工業試験場→金沢港クルーズターミナル（笠舞駅西線）
- 05：大桑本町・金沢駅西口→県庁前→戸水（笠舞駅西線）
- 06：近郊各地→香林坊→金沢駅西口→県庁前（モーニングダイレクト）
- 07：近郊各地→香林坊→金沢駅西口→県庁前→中央病院→映寿会みらい病院（モーニングダイレクト）

中心部および近郊方面行き
- 01：県庁前→金沢駅西口→香林坊→野町駅（中央病院線）
- 02：中央病院→県庁前→金沢駅西口→香林坊→野町駅（中央病院線）
- 03：大野港→畝田住宅→県庁前→金沢駅西口→香林坊→野町駅（畝田住宅線）
- 04：金沢港クルーズターミナル→工業試験場→県庁前→金沢駅西口（笠舞駅西線）
- 05：戸水→県庁前→金沢駅西口（笠舞駅西線）

県庁前・中央病院・金沢港クルーズターミナル・工業試験場・戸水始発で近郊各地方面行きは「19 大桑本町」などその行先に準じた行先表示を行う。

### モーニングダイレクト
以下の路線では県庁前へ直通するモーニングダイレクト便が運行されている。以前は多数の路線で運行されていたが、徐々に廃止された。2025年3月時点で現存する下記3路線は、県庁移転前から中央病院へのモーニングダイレクト便として運行されていたものである。先述のように、香林坊・金沢駅西口経由の便は06・07番の路線番号が与えられている。
- 花里線（06 東部車庫→県庁前、07 東部車庫→映寿会みらい病院）
- 光が丘住宅線（07 光が丘住宅→映寿会みらい病院）
- 鈴見線（06 朝霧台→金沢西高校）

以下の路線は香林坊を経由しないため、路線番号は付与されていない。
- 犀川線（上辰巳 - 橋場町 - 県庁前）
- 平和町線（金大附属学校自衛隊前→新神田→中央病院・工業試験場→新神田→金大附属学校自衛隊前）